# Forssa
Forssa este o comună din Finlanda.